# Kunstverein Bad Aibling
Der Kunstverein Bad Aibling in Bad Aibling ist ein gemeinnütziger Verein, der sich der Vermittlung zeitgenössischer Kunst widmet.
Gegründet wurde der Verein am 26. Oktober 1950. Zu den Gründungsmitgliedern zählten Leo von Welden, Sepp Hilz, Willi Kreutzer und Heinrich Aigner. Der Verein hat knapp 200 Mitglieder, von denen ca. 100 künstlerisch aktiv sind. Der Kunstverein ist Mitglied in der 1980 gegründeten Arbeitsgemeinschaft Deutscher Kunstvereine (ADKB).

## Galerie im Alten Feuerwehrgerätehaus
2003 stellte die Stadt dem Verein das alte Feuerwehrhaus für Ausstellungszwecke zur Verfügung. In der 120 m² großen Galerie finden bis zu acht Ausstellungen jährlich statt und einmal pro Jahr in einer unjurierten Mitgliederausstellung das aktuelle Schaffen der künstlerisch tätigen Vereinsmitglieder gezeigt. Gezeigt wurden im Rahmen von Ausstellungen hier beispielsweise Werke von Georg Huber, Andreas Legath, Niyozali Kholmatov, Willy Reichert, Karl-Heinz Richter, Friedrich G. Scheuer, Benoît Tremsal, Hermann Urban.

## Auszeichnungen
- 2010: Kulturpreis der Stadt Bad Aibling anlässlich des 60-jährigen Vereinsjubiläums